# Louannec
Louannec település Franciaországban, Côtes-d’Armor megyében. Lakosainak száma 3053 fő (2022. január 1.). Louannec Kermaria-Sulard, Lannion, Perros-Guirec, Rospez, Saint-Quay-Perros és Trélévern községekkel határos.

## Népesség
A település népességének változása:
| Lakosok száma | 1170 | 2191 | 2195 | 2794 | 3022 | 3078 | 3068 | 3077 | 3086 | 3053 |
|               | 1968 | 1982 | 1990 | 2006 | 2013 | 2015 | 2017 | 2019 | 2020 | 2022 |